# Phare du cap Falso

Le phare du cap Falso (en espagnol : Faro de Cabo Falso) est un phare actif situé sue le cap Falso à l'est de Puerto Lempira, dans le Département de Gracias a Dios au Honduras.

## Histoire
Le cap Falso est situé à environ 30 km au nord-ouest du cap Gracias a Dios.

## Description
Ce phare est un pylône cylindrique en acier, avec une galerie et une balise photovoltaïque de 20 m de haut. La tour est peinte avec des bandes horizontales rouges et blanches. Il émet, à une hauteur focale de 23 m, un éclat blanc par période de cinq secondes. Sa portée est de 18 milles marins (33,34 km).
Identifiant : Amirauté : J6014 - NGA : 110-16483 .
|                   |
| Carte du Honduras |